# Logógrafo
Los logógrafos (del griego antiguo λογογράφος, logográphos, compuesto de λόγος, lógos, que aquí significa «historia» «prosa», y γράφος gráphos, de γράφω grápho, «escribir») eran los historiadores y cronistas griegos anteriores a Heródoto. Este los llamaba «λογοποιόι» (logopoiói, de ποιέω, poiéo, hacer). Tucídides aplicó el término logógrafo a todos los que le precedieron, incluido el propio Heródoto (I, 21).
El mismo título de logógraphos se aplicaba en la Antigua Grecia, y en particular en la Antigua Atenas, a los autores de discursos jurídicos.

## Características
Con escasas excepciones, los denominados logógrafos provenían de Asia Menor y las islas del Egeo, que por su situación era la zona más favorablemente situada para la llegada de noticias de países lejanos, tanto de Oriente como de Occidente. La crítica que ejercen sobre sus fuentes consistió en un intento de racionalizar las leyendas y tradiciones en torno a la fundación de las ciudades, las genealogías de las familias gobernantes (lo que se denomina arcontología) y los usos y costumbres de cada pueblo. 
Los logógrafos escribían en dialecto jónico, con un llamado estilo imperiódico, que preservaba el carácter poético y los temas mitológicos de los modelos épicos, pero escrito en prosa.

## Historia
El primer logógrafo fue Cadmo de Mileto (siglo vi a.C.), que escribió la historia de esta ciudad. Otros florecieron entre mediados del siglo vi a. C. y las guerras médicas. El último fue Ferécides de Leros, que murió alrededor del año 400 a. C. Hecateo de Mileto, en sus Genealogíai, fue el primero en intentar separar el pasado mitológico del histórico, lo que significó un paso crucial en el desarrollo de la historiografía. Es la única fuente que Heródoto citó por su nombre. Tras Heródoto hay menos escritores del género logográfico, mas gana algo de popularidad en la época helenística.

### Logógrafos cuyos nombres se han conservado
Dionisio de Halicarnaso (De Tucídides, 5) nombra a los siguientes historiadores anteriores a la guerra del Peloponeso:
- Eugeón de Samos
- Déyoco de Cícico
- Bión de Proconeso
- Eudemo de Paros
- Democles de Fígela
- Hecateo de Mileto
- Acusilao de Argos, quien parafraseó en prosa la obra genealógica de Hesíodo en dialecto jónico. Limita su atención al periodo prehistórico y no intenta hacer una verdadera historia.
- Carón de Lámpsaco, autor de historias de Persia, Libia y Etiopía, así como de los anales de su ciudad, con listas de magistrados (pritanos y arcontes), y de las crónicas de los reyes lacedemonios.
- Ameleságoras de Calcedonia
- Helánico de Lesbos
- Damastes de Sigeo, discípulo de Helánico, y autor de genealogías de los guerreros de la guerra de Troya, así como de una lista etnográfica y estadística de tratados cortos sobre materia poética, sofística y geográfica.
- Jenomedes de Ceos
- Janto de Lidia, de Sardes, autor de una historia de Lidia, que fue utilizado como autoridad por Nicolás de Damasco.

Otros autores que se han considerado logógrafos fueron:
- Cadmo de Mileto
- Dionisio de Mileto
- Hipis y Glauco, ambos de Regio de Calabria; el primero, autor de historias de Italia y Sicilia, y el segundo, de un tratado sobre antiguos poetas y músicos que fue usado por Harpocración y Plutarco.
- Ferécides de Leros
- Estesímbroto de Tasos, oponente de Pericles y supuestamente autor de un panfleto político sobre Temístocles, Tucídides y el propio Pericles.

## Logógrafos jurídicos
En la práctica jurídica de Atenas se llamaban logógrafos a los escritores que eran contratados por los litigantes de un juicio para escribirles discursos que los mismos litigantes recitaban de memoria ante los tribunales para defender su caso. Muchos logógrafos alcanzaron carreras políticas gracias a su papel defendiendo a víctimas de persecuciones políticas.
Antifonte de Atenas (480 a. C.–410 a. C.) fue uno de los primeros logógrafos jurídicos. Otros logógrafos jurídicos famosos fueron Demóstenes, Dinarco, Hipérides, Isócrates y Lisias.